# 美食鳳味
《美食鳳味》，為三立台灣台烹飪節目。每集半小時。主持人張鳳書、台灣名廚阿基師長年為此節目重要台柱。
《美食鳳味》原是三立台灣台綜藝節目《鳳中奇緣》（陳美鳳主持）的烹飪單元，播出後受歡迎而獨立成為長壽節目之一。

## 播出時間
以下時間以當地時間（UTC+8）為準

### 首播
| 頻道       | 所在地 | 播放日期              | 播出時間                |
| ---------- | ------ | --------------------- | ----------------------- |
| 三立台灣台 | 臺灣   | 2000年－2021年2月19日 | 週一至週五 16：30-17:00 |

### 重播
| 頻道       | 所在地 | 播放日期 | 播出時間            |
| ---------- | ------ | -------- | ------------------- |
| 三立台灣台 | 臺灣   |          | 週一至週五上午 7:30 |

註：時段以各電視台公告為準。

## 歷任主持人
- 第一任：陳美鳳
- 第二任：李蕙瑛
- 第三任：柯以柔
- 第四任（末任）：張鳳書

## 單元內容
- 末任主持人：張鳳書
- 主廚：[2]
  - 阿基師、：“阿基師尚對味”、“阿基師家常菜”、“呷好料無漲價”
  - 詹姆士：“輕鬆煮尚健康”
  - 吳秉承：“用電鍋變大師”、“台灣小吃自己來”、“拼面子便當菜”、“電鍋出好菜”、“大師有撇步”
  - 郭主義：“健康素真澎派”、“台灣小吃自己來”、“灶腳一點訣”
  - 郭士弘：“偷吃步做點心”
  - 張秋永、陳文山  、 李德全 、周維民、潘瑋翔 :

“ 大師有撇步”
- 營養師：劉純君——“健康小叮嚀”

## 著作
| 年份           | 書名                                                                                         | 作者               | 出版社         | ISBN               |
| -------------- | -------------------------------------------------------------------------------------------- | ------------------ | -------------- | ------------------ |
| 2006年2月15日  | 《美食鳳味：阿基師偷呷步》 （附DVD）                                                         | 鄭衍基             | 台視文化       | ISBN 9575657187    |
| 2006年2月15日  | 《美食鳳味：阿基師偷呷步2》 （附「120分鐘精華內容DVD」）                                     | 鄭衍基、三立電視   | 台視文化       | ISBN 9789575657604 |
| 2006年10月25日 | 《阿基師呷水水有撇步》 （隨書阿基師綺麗美食秀教學VCD）                                       | 阿基師             | 如何出版社     | ISBN 9861361073    |
| 2007年12月7日  | 《美食鳳味 阿基師59元出好菜》 （書附「120分鐘料理DVD」＆「如何開一家熱炒店的創業秘笈」別冊） | 鄭衍基             | 台視文化       | ISBN 9789575658045 |
| 2008年6月10日  | 《美食鳳味 阿基師偷呷步3》 （附DVD）                                                         | 鄭衍基、三立電視   | 台視文化       | ISBN 9789575658205 |
| 2010年2月1日   | 《美食鳳味 阿基師59元出好菜２：全家健康呷好味》                                              | 鄭衍基、三立電視   | 台視文化       | ISBN 9789575658700 |
| 2012年5月10日  | 《阿基師家常菜的偷吃步》                                                                     | 鄭衍基             | 庫立馬媒體科技 | ISBN 9789868577879 |
| 2012年6月25日  | 《美食鳳味：阿基師偷呷步1+2限量套書》 （附DVD）                                              | 三立電視台、鄭衍基 | 台視文化       | ISBN 4714500550885 |
| 2012年10月30日 | 《古錐師健康素真澎湃》                                                                       | 郭主義             | 庫立馬媒體科技 | ISBN 9789868851221 |
| 2013年4月30日  | 《99元煮一餐》                                                                               | 鄭衍基、吳秉承     | 庫立馬媒體科技 | ISBN 9789868851269 |
| 2013年12月25日 | 《阿基師古早味偷吃步》                                                                       | 鄭衍基             | 庫立馬媒體科技 | ISBN 9789869015219 |
| 2014年3月26日  | 《這樣素健康又夠味》                                                                         | 郭主義             | 庫立馬媒體科技 | ISBN 9789869015226 |
| 2014年5月25日  | 《人少好做飯》                                                                               | 庫立馬出版部       | 庫立馬媒體科技 | ISBN 9789869015233 |
| 2014年6月25日  | 《電鍋原來這麼強》                                                                           | 吳秉承             | 庫立馬媒體科技 | ISBN 9789869015240 |

## 外部連結
- 美食鳳味 （页面存档备份，存于）
- YouTube上的新美食鳳味播放列表